# Miocardiopatía
La miocardiopatía, también denominada cardiomiopatía, es una enfermedad del músculo cardíaco, es decir, el deterioro de la función del miocardio por cualquier razón. Las personas que padecen miocardiopatía tienen un riesgo más alto que la población general de sufrir un paro cardíaco súbito o inesperado, con frecuencia sufren trastornos del ritmo cardíaco (arritmia).
Existen varias enfermedades que afectan directamente al miocardio excluyendo aquellas que son consecuencia de isquemia, valvulopatías o hipertensión arterial, y que carecen de infiltrado inflamatorio al estudio microscópico. Esta enfermedad suele manifestarse por disnea y palpitaciones con cardiomegalia e insuficiencia cardiaca congestiva (insuficiencia cardiaca).

## Clasificación
Los parámetros de la Organización Mundial de la Salud clasifican a las miocardiopatías en dos grupos generales: miocardiopatías extrínsecas e intrínsecas.

### Miocardiopatías extrínsecas
Las miocardiopatías extrínsecas son aquellas en el que la patología primaria se encuentra por fuera del miocardio mismo. La mayoría de las miocardiopatías son extrínsecas, porque la causa más común de miocardiopatías es la isquemia. La OMS define las siguientes como miocardiopatías específicas:
- Miocardiopatía hipertensiva
- Miocardiopatía valvular
- Miocardiopatía Inflamatoria
- Miocardiopatía por enfermedad metabólica sistémica
- Miocardiopatía alcohólica

### Miocardiopatías intrínsecas
Una miocardiopatía intrínseca es una debilidad en el músculo del corazón que no es debida a una causa externa identificable. Para hacer el diagnóstico de una miocardiopatía intrínseca, es necesario descartar coronariopatías significativas (entre otras enfermedades). El término intrínseco no describe a una etiología específica de debilidad del miocardio. Las miocardiopatías intrínsecas son un conjunto de estados patológicos, cada uno con sus propias características. Las miocardiopatías intrínsecas pueden ser causadas por toxicidad con drogas y alcohol, ciertas infecciones (incluyendo hepatitis C), y varias condiciones genéticas e idiopáticos.
Las miocardiopatías intrínsecas se clasifican por lo general en cuatro tipos, pero otros tipos son también reconocidas:
- Miocardiopatía dilatada (MCD), es la antiguamente llamada «congestiva», es la forma más común y una de las razones principales para un trasplante de corazón por el extenso daño al miocardio. En la MCD, el corazón (en especial el ventrículo izquierdo) se encuentra agrandado a tal punto que la función contráctil de bombeo está reducida, limitando la capacidad del corazón de mantener un gasto cardíaco adecuado. Aproximadamente 40 % de los casos son congénitos, pero la genética es poco clara, en comparación, por ejemplo con la cardiomiopatía hipertrófica (CMH). En algunos casos se manifiesta como una miocardiopatía periparto y en otros casos por alcoholismo.[4]
- Miocardiopatía hipertrófica (MCH), una condición genética causada por varias mutaciones en genes que codifican a proteínas del sarcómero. En la MCH, el músculo cardíaco está hipertrofiado, lo cual puede obstruir el flujo de sangre e impedir que el corazón funcione apropiadamente. Estas miocardiopatías deben ser distinguidas de la hipertrofia ventricular izquierda secundaria a hipertensión arterial o estenosis aórtica, por ejemplo.[5]
- Cardiomiopatía o displasia arritmogénica ventricular derecha (CAVD o DAVD), aparece como un trastorno eléctrico del corazón, en el que el músculo cardíaco es reemplazado por tejido fibroso cicatrizante. El ventrículo derecho es por lo general el más afectado.
- Miocardiopatía restrictiva (MCR), una condición inusual, en el que las paredes del ventrículo se vuelven rígidos y pierden su distensibilidad, sin que necesariamente estén hipertrofiados, resisitiendo el llenado sanguíneo normal (diastólico) del corazón. Una rara forma de miocardiopatía restrictiva es la miocardiopatía obliterativa, vista en el síndrome hipereosinofílico. En este tipo de cardiopatía, el miocardio en el ápice del ventrículo derecho e izquierdo se vuelve más grueso y fibrótico, causando una disminución de los volúmenes de los ventrículos y, por ende, una cardiopatía restrictiva.
- Miocardiopatía espongiforme, también llamada no-compacta, reconocida desde los años 80 como un tipo separado de miocardiopatía en el cual el ventrículo izquierdo no ha crecido apropiadamente desde el nacimiento y tiene una apariencia esponjosa al visualizar el ventrículo en un ecocardiograma.
- Canalopatías iónicas, tales como el síndrome del QT largo y el de Brugada, la taquicardia ventricular polimórfica y el síndrome del QT corto (Wikipedia inglesa).